# Hakonechloa macra
Genre
Espèce
Hakonechloa macra, l’herbe du Japon, est une espèce de plantes monocotylédones de la famille des Poaceae (graminées), sous-famille des Arundinoideae, originaire d'Extrême-Orient. C'est la seule espèce du genre Hakonechloa  (genre monotypique). Elle est endémique du Japon.
C'est une plante herbacée vivace, cespiteuse, aux rhizomes allongés et aux tiges dressées de 40 à 70 cm de haut, aux inflorescences en panicules.
C'est une espèce cultivée en pleine terre ou en pots, dans les jardins des régions tempérées, comme plante ornementale pour la beauté de son feuillage. 

## Liste des variétés
Selon Tropicos (9 juillet 2017) (Attention liste brute contenant possiblement des synonymes) :
- Hakonechloa macra var. albo-marginata Makino
- Hakonechloa macra var. albo-variegata Makino
- Hakonechloa macra var. aureola Makino